# Temporada da WTA de 1977
O WTA Tour de 1977 consistiu em uma série de torneios de tênis para tenistas femininas, sendo composto pela versão recém-simplificada do Virginia Slims Circuit anual, agora uma turnê de 11 semanas pelos Estados Unidos e pela "Colgate International Series". A turnê de 1976 usou o sistema de ranqueamento oficial e esses rankings foram usadas para determinar a aceitação nos torneios.

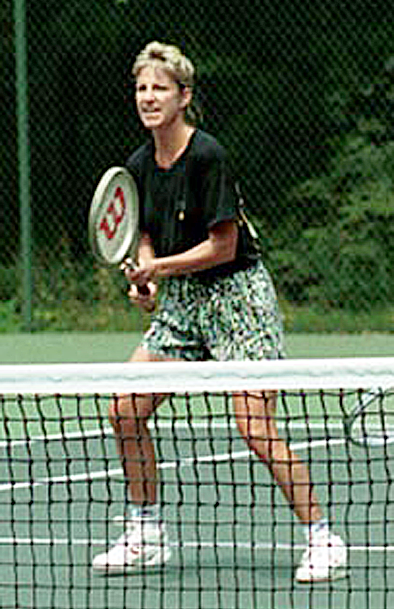
Chris Evert ganhou 12 títulos na temporada.

## Ranking de final de ano
Lista das 20 primeiras do ranking de final de ano da WTA de 1977 (31 de dezembro de 1977) - Agregado simples e duplas:
| Ranking de simples de final de ano | Ranking de simples de final de ano | Ranking de simples de final de ano | Ranking de simples de final de ano | Ranking de simples de final de ano |
| ---------------------------------- | ---------------------------------- | ---------------------------------- | ---------------------------------- | ---------------------------------- |
| Nº                                 | Jogadora                           | Pontos                             | 1976                               | F                                  |
| 1                                  | Chris Evert (USA)                  | 17.612                             | 1                                  | =                                  |
| 2                                  | Billie Jean King (USA)             | 12.244                             | NR                                 | NR                                 |
| 3                                  | Martina Navratilova (USA)          | 11.881                             | 4                                  | +1                                 |
| 4                                  | Virginia Wade (GBR)                | 10.185                             | 3                                  | -1                                 |
| 5                                  | Sue Barker (GBR)                   | 9.515                              | 10                                 | +5                                 |
| 6                                  | Rosie Casals (USA)                 | 7.693                              | 6                                  | =                                  |
| 7                                  | Betty Stöve (NED)                  | 6.617                              | 7                                  | =                                  |
| 8                                  | Dianne Fromholtz (AUS)             | 6.462                              | 5                                  | -3                                 |
| 9                                  | Wendy Turnbull (AUS)               | 6.326                              | 30                                 | +21                                |
| 10                                 | Kerry Melville (AUS)               | 6.061                              | 8                                  | -2                                 |
| 11                                 | Mima Jaušovec (YUG)                | 5.738                              | 11                                 | =                                  |
| 12                                 | Tracy Austin (USA)                 | 5.065                              | NR                                 | NR                                 |
| 13                                 | Greer Stevens (RSA)                | 4.989                              | 17                                 | +4                                 |
| 14                                 | Terry Holladay (USA)               | 4.313                              | 13                                 | -1                                 |
| 15                                 | JoAnne Russell (USA)               | 4.244                              | 18                                 | +3                                 |
| 16                                 | Virginia Ruzici (ROU)              | 3.951                              | 26                                 | +10                                |
| 17                                 | Kristien Shaw (USA)                | 3.875                              | 32                                 | +15                                |
| 18                                 | Janet Newberry (USA)               | 3.813                              | 28                                 | +10                                |
| 19                                 | Katja Ebbinghaus (FRG)             | 3.759                              | NR                                 | NR                                 |
| 20                                 | Regina Maršíková (TCH)             | 3.700                              | +3                                 | 23                                 |